# Ocaqlı
Ocaqlı è un comune dell'Azerbaigian situato nel distretto di Cəlilabad. Conta una popolazione di 4.027 abitanti.